# Blesk (film, 2011)
Blesk (též Zabiják poldů, v anglickém originále Blitz) je britský akční filmový thriller z roku 2011, který režíroval Elliott Lester, scénář napsal Nathan Parker a v hlavních rolích se představili Jason Statham, Paddy Considine, Aidan Gillen a David Morrissey. Film byl natočen podle stejnojmenného románu Kena Bruena, v němž se opakovaně objevují jeho postavy detektiva seržanta Toma Branta a vrchního inspektora Jamese Robertse. Příběh sleduje násilnického policistu, který se snaží dopadnout sériového vraha, jenž vraždí policisty v jihovýchodním Londýně.
Film byl ve Velké Británii uveden společností Lionsgate UK 20. května 2011.

## Děj
Sériový vrah, přezdívaný "Blesk", začíná v jihovýchodním Londýně zabíjet policisty. Po vraždě dvou konstáblů a ubití náčelníka Bruce Robertse je povolán seržant Porter Nash, aby vedl vyšetřování. Nash, otevřeně homosexuální policista, čelí posměchu svých kolegů, ale překvapivě získá spojence v impulzivním detektivovi Tomu Brantovi.
Policistka Elizabeth Falls mezitím pomáhá svému příteli, mladému gangstrovi přezdívanému Metal, který se bojí, že jeho gang možná někoho zabil. Falls kontaktuje inspektora Stokese, který nabídne pomoc výměnou za rande.
Brantův informátor Radnor nasměruje vyšetřovatele k Barrymu Weissovi, který se chlubil upálením policejního psa. Ačkoliv se v jeho bytě nic nenajde, Brant ho pozná jako muže, kterého před rokem zbil. Radnor následně najde Weissovo auto s důkazy, ale než stihne vše prozradit novináři Dunlopovi, je Weissem zabit. Dunlop poté přivede policii k autu, které je ale už prázdné.
Brant s Nashem zjistí, že Weissovy oběti byli policisté, kteří ho dříve zatkli, a další na řadě bude zřejmě Falls. Weiss ji skutečně napadne, ale Metal ji zachrání, přičemž přijde o život. Weiss uteče.
Policie zveřejní Weissovu fotografii a po dramatickém pronásledování ho zatkne. Kvůli nedostatku důkazů ho však musí po 48 hodinách propustit. Brant s Nashem vymyslí past – vědí, že se Weiss pokusí pomstít Brantovi. Weiss se v převleku za policistu vplíží na Robertsův pohřeb a sleduje Branta na střechu garáží. Tam je však přepaden a zneškodněn Brantem, který mu vezme zbraň. Protože ho nemohou dostat legálně, Brant ho nakonec zastřelí jeho vlastní pistolí, aby vše vypadalo jako další vražda Bleskem.
Na závěr Brant poštve psy na Dunlopa za články, které psal proti němu i policii.

## Obsazení
- Jason Statham jako seržant Tom Brant
- Paddy Considine jako Porter Nash, inspektor a Tomův partner.
- Aidan Gillen jako Barry „Blesk“ Weiss, vyšinutý sériový vrah policistů.
- David Morrissey jako Harold Dunlop
- Zawe Ashton jako WPC Elizabeth Falls
- Luke Evans jako inspektor Craig Stokes
- Mark Rylance jako kriminalista Bruce Roberts
- Nicky Henson jako superintendant Brown
- Ned Dennehy jako Radnor
- Ron Donachie jako Cross